# Chaudeau de Wespes
Le Chaudeau de Wespes (en wallon : Èl Tchôdia) est une fête folklorique annuelle organisée dans le hameau de Wespes faisant partie de la ville et commune belge de Fontaine-l'Évêque en province de Hainaut. Son nom provient de la boisson à base de lait concoctée lors de cette fête.
Il compte parmi les chefs-d’œuvre du Patrimoine oral et immatériel de la Fédération Wallonie-Bruxelles depuis 2014.

## Origine
L’origine exacte du Chaudeau de Wespes n’est pas connue mais le chaudeau est une tradition multiséculaire voire peut-être millénaire, ce terme apparaissant déjà dans des écrits du XIIe siècle. Il plonge ses racines dans un lointain culte de la fécondité et est lié au solstice d’été. Le bénédicité chanté pendant le chaudeau est l'œuvre de Jean-François Deltenre, né à Wespes en 1780. Comme l'année d'origine du Chaudeau n'est pas définie, l'adjectif ordinal correspondant à chaque édition se base sur l'année de naissance de Jean-François Deltenre soit, en 2020, son 240e anniversaire.

## Déroulement de la fête
Le chaudeau se déroule le premier dimanche de juillet. Cette fête en l'honneur des saints Pierre et Paul met la jeunesse de Wespes en exergue.

Le dimanche, deux groupes sillonnent Wespes et ses alentours. Les premiers sont les plus jeunes. Ils partent à 10h et sont appelés les Pourcacheûs dèl djonne Binde (les quêteurs de la jeune bande). Vêtus d'une chemise blanche et d'un pantalon blanc et coiffés d’un chapeau de paille, ils font le tour du hameau pour ramasser les ingrédients nécessaires à la préparation du chaudeau soit du lait, du beurre, du sucre et des œufs qu'ils ramènent à l'école pour être cuisinés suivant une recette gardée secrète de génération en génération par quelques femmes du hameau. Les seconds, un peu plus âgés, partent à 11h et sont appelés les Trinnârds (les traînards). Ils récoltent principalement de l'argent et boivent et mangent (tout) ce qu'on leur propose sur le parcours.
La jeunesse accompagnée de la fanfare se rend à la ferme Marc située près de la Pisselotte (ruisseau de Wespes) pour y recevoir la canne major (ou canne de la jeunesse) ainsi que de l'argent puis se rend devant la plaque à la mémoire de Jean-François Deltenre, auteur du Bénédicité  qui sera chanté un peu plus tard avant de rejoindre la place de Wespes.
Un premier service de chaudeau est servi dans des scaldias, des baquets en bois où traditionnellement le beurre est lavé. Ceux-ci sont déposés par terre sur la place et les participants viennent se servir au moyen d'une cuillère en bois.
Après le Bénédicité chanté par la jeunesse depuis le kiosque au milieu de la place, un second service de chaudeau est servi cette fois à table, dans des soupières et consommé dans des assiettes. Des jeunes filles du hameau vendent des floches (faveurs) aux participants dans une ambiance festive et musicale pour le reste de la soirée.
Le chaudeau est un lait de poule non alcoolisé dans lequel sont trempés des mastelles, des petits pains ronds et sucrés.

## Bénédicité
Les premières lignes du Bénédicité du Chaudeau sont :
Voyez cette belle jeunesse

Qui est ici présentement

Pour célébrer cette fête

Que l'on observe depuis si longtemps.
Nous n’en connaissons pas l’origine

Mais de tout temps nous l’avons vu faire

Répétons d’une voix unanime

Vive, vive notre jeunesse.
Ce mets que vous voyez sur la table

Qui est si joliment préparé

C’est un ancien usage

Qui, tous les ans, est répété.
...